# Paulo Sousa (football, 1970)
Pour les articles homonymes, voir Paulo Sousa (homonymie).
Paulo Sousa, de son nom complet Paulo Manuel Carvalho de Sousa, né le 30 août 1970 à Viseu (Portugal), est un footballeur international portugais, reconverti entraîneur. Il est l’actuel entraîneur de Shabab Al-Ahli aux Émirats arabes unis.
Milieu de terrain formé au Benfica Lisbonne, il a remporté la Ligue des champions en 1996 avec la Juventus FC et en 1997 avec le Borussia Dortmund.

## Biographie

### Carrière de joueur
Il fait ses grands débuts en 1989 avec le Benfica Lisbonne dont il est Champion du Portugal en 1991 avant de partir au Sporting Portugal en 1993, le grand rival lisboète.
Il rejoint ensuite la Juventus de Turin, avec laquelle il remporte le titre de champion d'Italie en 1995, la Ligue des champions en 1996 et la Coupe Intercontinentale en 1997.
Il est engagé en 1996 par le Borussia Dortmund, avec qui il est une nouvelle fois champion d'Europe en 1997.
L'année suivante, l'Inter fait appel à ses services ; il joue ensuite à Parme et à l'Espanyol Barcelone.
International portugais, il remporte la Coupe du monde des -20 ans en 1989 et participe aux Championnats d'Europe en 1996 et 2000, ainsi qu'à la Coupe du monde en 2002.

### Carrière d'entraîneur
Paulo Sousa commence sa carrière d'entraîneur de club au Royaume-Uni, d'abord aux Queens Park Rangers, puis à Swansea City et à Leicester City. Il passe ensuite par le Videoton FC en Hongrie, où il gagne deux supercoupes de Hongrie et une coupe de ligue. Il part ensuite au club israélien du Maccabi Tel-Aviv, où il remporte le championnat israélien et franchit la phase de groupes de la Ligue Europa.
En 2014, il signe avec le club suisse du FC Bâle. En Suisse, il est champion pour la sixième fois d’affilée. Qualifié pour la Ligue des champions, Sousa emmène le club en huitièmes de finale, devançant Liverpool FC dans le groupe B de la compétition.
En 2015-2016, Paulo Sousa devient l'entraîneur de l'ACF Fiorentina. Son passé d'ancien joueur du club rival de la Juventus FC fait qu'il est accueilli avec circonspection par les supporters du club florentin. Cependant, le début de saison réussi du club, premier du classement du championnat au bout de huit journées et meilleur départ du club en championnat depuis 1998-1999, permet de faire taire ces critiques.
En 2017, Paulo Sousa signe avec le club chinois Tianjin Quanjian. Avec lui, le club se qualifie pour la première fois de son histoire en quarts de finale de la Ligue des champions d’Asie.
Le 8 mars 2019, il s'engage avec les Girondins de Bordeaux jusqu'en juin 2022, pour un salaire annuel estimé à 2,5 millions d'euros. Son premier match en tant qu'entraîneur des Girondins est le 17 mars face au Stade rennais FC (1-1).
Le 2 juillet 2020, il informe ses joueurs de sa volonté de départ des Girondins de Bordeaux mais continue néanmoins à assurer les entraînements. Il quitte finalement le club le 10 août 2020, les deux parties ayant trouvé un accord financier autour d'un montant équivalent à 8 mois de salaires, soit 2,2 millions d'euros.
Le 21 janvier 2021, il devient sélectionneur de la Pologne. Sous ses ordres, la sélection polonaise est éliminée au premier tour de l'Euro 2020. Le 27 décembre 2021 (trois mois avant un match de barrage qualificatif contre la Russie pour la Coupe du monde), il informe la fédération polonaise de sa volonté de résilier son contrat pour s'engager avec Flamengo. Le président de la fédération polonaise, Cezary Kulesza, qualifie ce comportement "d'extrêmement irresponsable". Il quitte son poste le 29 décembre 2021. Le jour même il s'engage pour deux saisons avec le club brésilien de Flamengo. Le 10 juin 2022, il a été démis de ses fonctions par le conseil d'administration après six mois de poste.
Le 15 février 2023, il est nommé nouvel entraineur de l'US Salernitana et effectue son retour en Serie A après avoir entrainé entre 2015 et 2017 la ACF Fiorentina.
Après un début de saison 2023-24 délicat, il est démis de ses fonctions le 10 octobre 2023.

## Statistiques détaillées
| Club                  | Début            | Fin              | Résultats | Résultats | Résultats | Résultats | Résultats |
| Club                  | Début            | Fin              | M         | V         | N         | D         | V. %      |
| --------------------- | ---------------- | ---------------- | --------- | --------- | --------- | --------- | --------- |
| Queens Park Rangers   | 19 novembre 2008 | 9 avril 2009     | 26        | 7         | 12        | 7         | 26,92     |
| Swansea City          | 23 juin 2009     | 4 juillet 2010   | 49        | 18        | 18        | 13        | 36,73     |
| Leicester City        | 7 juillet 2010   | 1er octobre 2010 | 12        | 4         | 2         | 6         | 33,33     |
| Videoton FC           | 1er juin 2011    | 7 janvier 2013   | 88        | 52        | 17        | 19        | 59,09     |
| Maccabi Tel-Aviv      | 11 juin 2013     | 28 mai 2014      | 49        | 31        | 10        | 8         | 63,26     |
| FC Bâle               | 18 juin 2014     | 17 juin 2015     | 50        | 31        | 8         | 11        | 62,00     |
| ACF Fiorentina        | 21 juin 2015     | 6 juin 2017      | 95        | 43        | 25        | 27        | 45,26     |
| Tianjin Quanjian      | 6 novembre 2017  | 5 octobre 2018   | 37        | 13        | 10        | 14        | 35,13     |
| Girondins de Bordeaux | 8 mars 2019      | 2 juillet 2020   | 42        | 13        | 12        | 17        | 30,95     |
| Pologne               | 21 janvier 2021  | 27 décembre 2021 | 15        | 6         | 5         | 4         | 40,00     |
| Flamengo              | 29 décembre 2021 | 10 juin 2022     | 32        | 19        | 6         | 7         | 59,37     |
| US Salernitana        | 15 février 2023  | 10 octobre 2023  | 24        | 4         | 12        | 8         | 16,66     |
| Total                 | Total            | Total            | 515       | 240       | 138       | 140       | 46,60     |

## Palmarès joueur

### En club
- Vainqueur de la Coupe Intercontinentale en 1997 avec le Borussia Dortmund
- Vainqueur de la Ligue des Champions en 1996 avec la Juventus FC et en 1997 avec le Borussia Dortmund
- Champion du Portugal en 1991 avec le Benfica Lisbonne
- Champion d'Italie en 1995 avec la Juventus FC
- Vainqueur de la Coupe du Portugal en 1993 avec le Benfica Lisbonne
- Vainqueur de la Coupe d'Italie en 1995 avec la Juventus FC
- Vainqueur de la Supercoupe d'Italie en 1995 avec la Juventus FC
- Vainqueur de la Supercoupe d'Allemagne en 1996 avec le Borussia Dortmund
- Finaliste de la Coupe de l'UEFA en 1995 avec la Juventus FC
- Fait partie des quatre joueurs à avoir remporté deux Ligue des champions d'affilée avec deux clubs différents.

### En sélection nationale
- 51 sélections entre 1991 et 2002
- Vainqueur de la Coupe du Monde des moins de 20 ans en 1989 avec les moins de 20 ans du Portugal
- Participation à la Coupe du Monde en 2002 (Premier tour)
- Participation au Championnat d'Europe des Nations en 1996 (1/4 de finaliste) et en 2000 (1/2 finaliste)

## Palmarès entraîneur
Videoton FC
- Coupe de la Ligue (1) : 2012 (en)
- Supercoupe de Hongrie (2) : 2011 et 2012

 Maccabi Tel-Aviv
- Championnat d'Israël (1) : 2014

 FC Bâle
- Championnat de Suisse (1) : 2015

 CR Flamengo
- Supercoupe du Brésil : Finaliste en 2022 (en)

 Shabab Al-Ahli
- Championnat des Émirats arabes unis (1) : 2025
- Coupe des Émirats arabes unis de football (1) : 2025 (en)
- Supercoupe des Émirats arabes unis (1) : 2024